# Sayram
Sayram (kazako: Сайрам, persiano: اسپیجاب, UniPers: "Espījāb") è una città situata nella parte sud-orientale della regione di Turkistan, sul fiume Sayram Su. La città ha celebrato il 3 000º anniversario della sua fondazione nel 1999. È tra le più antiche città del Kazakistan, sito della prima moschea del Kazakhistan, e tra le più vecchie della Transoxiana. Sayram è oggi famosa per la sua architettura in mattoni di fango e l'assenza di edifici in stile sovietico. Vi sono molti mausolei precedenti al XX secolo.
L'archeologia in Asia centrale è ancora in crescita. Sono stati effettuati alcuni ritrovamenti a Sayram, mentre faceva parte dell'Unione Sovietica. Tra questi reperti vanno ricordati i primi sistemi idraulici simili a quelli trovati a Samarcanda ed in altre città dei primi imperi persiani.

## Etimologia
Il nome più antico della città secondo le evidenze storiche è Isfijab (Espijâb, Isfījāb, Asfījāb), che rimase fino alla conquista mongola. Mahmud Kashgari la menzionò come la "Città Bianca che è chiamata Isbījāb", suggerendo la sua connessione con la parola Sogdiana/persiana che indica il bianco, il sipīd o l'ispīd. Kashgari scrisse anche che la città era conosciuta come Sayram in quel tempo, ossia il nome attuale. L'orientalista russo N. S. Lykoshin suggerì che il nome corretto di Sayram fosse Sar-i ayyām, o "Antico dei giorni". Il suo editore sostenne, tuttavia, che invece di ayyām, era invece l'arabo yamm, "mare, fiume" e si riferiva alla fonte di un ruscello. Se il nome Sayrām fosse turco, probabilmente si riferisce a "un luogo di acque poco profonde". al-Kāshgharī pone, accanto a Sayrām il nome di Isfijāb, con la frase seyrem sūw, 'acque poco profonde, che per coincidenza è anche il nome del fiume che scorre a est del centro della città. Kāsgharī inoltre prende in seguito il verbo seyremlen, "diventare superficiale", con la frase sūw seyremlendī, "l'acqua divenne superficiale (o scarsa)".

## Preistoria
L'attuale città di Sayram ha festeggiato nel 1999 il 3 000º anno di abitazione continuata.
La prima citazione di Sayram si trova nell'Avestā, il libro sacro dello Zoroastrismo. Il nome Sayram viene citato facendo riferimento ad un fiume, e la terra è chiamata Sayram elys, o terre vicino a Sayram. Sayram era una città di confine, posta a nord-est dell'impero degli Achemenidi conquistato da Alessandro Magno.

## Storia
Nel VII secolo la confederazione Turca Occidentale era composta da cinque tribù Tu-lu e cinque Nu-shih-pi, note collettivamente come On Ok (Dieci Frecce), o in cinese Shih Hsing (Dieci Clani). Nel 642 il Khan della tribù turca Tu-lu si rifugiò nell'Isfijab da Nu-shih-pi.
Dopo la nascita di Cristo e le prime divisioni tra le varie confessioni cristiane, Molti cristiani giunsero in Asia centrale ed orientale. Molti di loro erano Nestoriani condannati dal Concilio di Efeso del 431. Vi era una numerosa comunità nestoriana a Sayram quando per la prima volta giunse l'Islam nel 766; la città resistette alla conversione. Diversamente, il generale arabo Qutayba ibn Muslim cercò di imporre con la forza la fede musulmana già nei primi anni del secondo decennio dell'VIII secolo e, a questo proposito, si narra che ordinò alle sue truppe di massacrare diecimila cristiani nestoriani che avevano opposto resistenza. Anche il Buddhismo era ben radicato al tempo in questa regione.

### Conquista araba

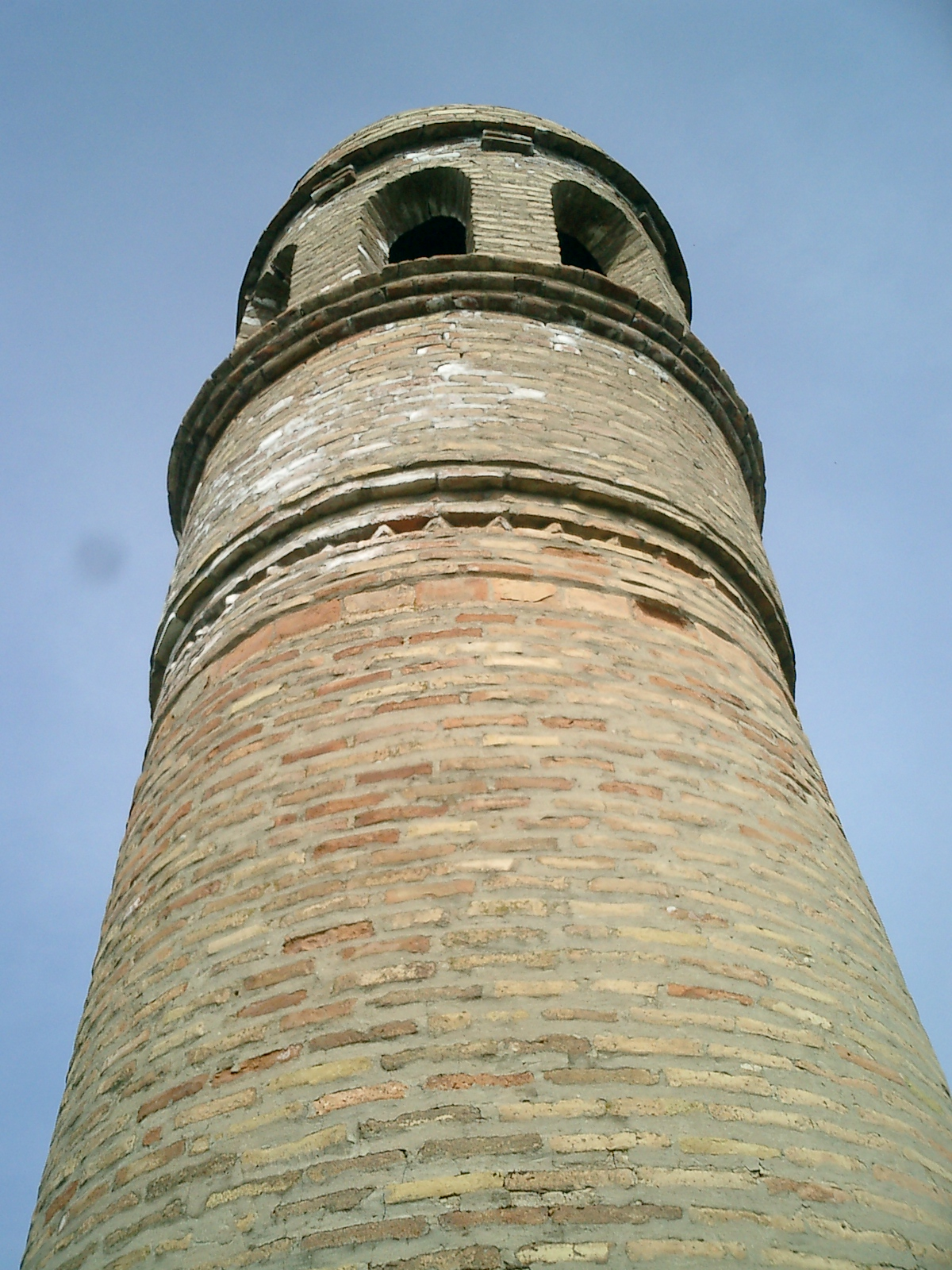
Minareto della moschea Kydyr, X secolo. È alto circa 15 metri

Sayram era già un importante centro di commercio nei secoli che precedettero la conquista araba. L'Islam fu quindi portato a Sayram e nelle città vicine da un distaccamento di soldati-evangelisti di lingua araba provenienti dalle terre del sud. Gli Arabi chiamarono la città Isfijab. Divenne una città di confine tra i territori arabi e quelli dei pagani turchi. Con l'arrivo in città di numerosi turchi, fu ripristinato il nome di Sayram.
La conquista araba fu condotta da Iskak, ricordato a Sayram come Iskak-bab. Un manoscritto sopravvissuto, intitolato Nasabname, ci parla di come i guerrieri musulmani di Iskak-bab giunsero a Sayram incontrando il patriarca nestoriano di Sayram, Nakhibar.
(Nasabname, Book of Generations: Sayram, Anon)

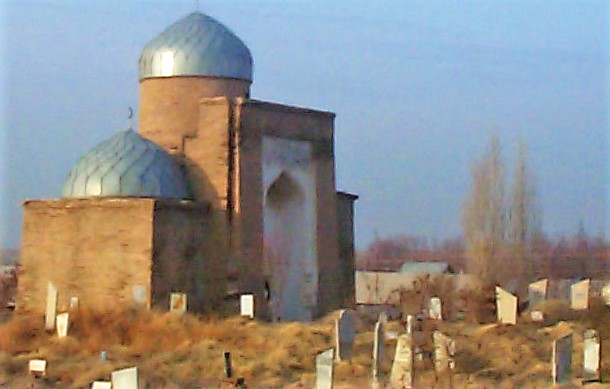
Mausoleo a tre cupole di Abd al Aziz-baba e Seyt Kozhakhan-ata, originariamente eretto per Tamerlano

Lo stesso manoscritto prosegue con la descrizione della costruzione da parte di Iskak-bab della prima moschea di Sayram, prima di tutto il Kazakhistan.

### Sayram al tempo di Samanidi
Nell'840 d.C., il capo Samanide di Samarcanda Nūḥ ibn Asad, strappò il controllo della città (Isfijab come Sayram veniva allora chiamata) ai Turchi. In quell'anno, Nūḥ costruì un muro attorno a essa per proteggerla dai turchi. [6] A quel tempo la città era un fiorente centro di mercato tra terre nomadi e sedentarie. Era anche un fulcro nella vasta zona di fortificazioni protettive costruita per proteggere l'impero dei Samanidi dai predoni nomadi. Moqaddasi contava queste fortezze, o riba, in numero di 1 700. Costruirono muri esterni per proteggere i raccolti degli abitanti dai razziatori, ma la città non era solo un avamposto militare. Inoltre i commercianti di Bukhara e Samarcanda costruirono grandi caravanserragli per se stessi a Sayram.
Sayram fu anche il principale contatto tra l'Islam samanide ed i turchi Qaghan di Turfan, Kashgar e Kucha. Le rotte meridionali alternative erano controllate da fazioni rivali, il che rendeva principale la rotta che attraversava Farab e Sayram.
Sayram divenne un centro importante e mantenne un certo grado di indipendenza dai Samanidi, rimanendo un possedimento della dinastia locale turca. I governanti dovevano dare tre segni di fedeltà ai Samanidi: il servizio militare, la presentazione di doni simbolici e il nome del sovrano Samanide nelle monete. Sayram a quel tempo era un terzo delle dimensioni di Banākath (ora in rovina nei pressi dell'attuale Chinaz in Uzbekistan), ossia il capoluogo del vicino distretto di Shāsh (l'attuale Tashkent).
Sayram era divisa in tre distretti, come altre località del tempo: qohandez (cittadella), madīnah (città interna) e rabaż (sobborgo), questi ultimi due protetti da mura. Tutte le case erano in mattoni di fango. Il centro governativo (dār al-Imārah), la prigione e la moschea del venerdì erano tutte nella città interna. C'erano quattro porte principali per la città interna, ognuna sorvegliata da un ribat presidiato da ghāzī (combattenti volontari per la fede) reclutati da Bukhara e Samarcanda. A quanto pare, anche il sovrano di Sayram esercitò un po' di autorità all'interno delle steppe, poiché Moqaddasi menziona che il "re dei turkmeni" nella vicina rdū inviava abitualmente dei regali ad Asfījāb.

### Sotto la dominazione dei Karakhanidi
I Qarakhanidi conquistarono la città nel 980, durante il regno di Nuh II dell'Impero Samanide. A quel tempo, secondo al-Istakhri, la città segnava il confine tra Karluki e turchi Oğuz. Sayram faceva parte del Khanato orientale dei Karakhanidi basato su tre città: Sayram stessa, Talas e Farghana. Delle monete furono coniate dai governanti Karakhanidi. Negli anni di apertura del VII e XIII secolo, il distretto sembra essere stato conquistato dai Qipchaq del medio Syr Darya, perché il Khorezmshah 'Al'ān al-Dīn Muḥammad devastò l'area oltre il Syr Darya per impedire di cadere nelle mani del leader mongolo Küchlüg.
Mahmud Kashgari parlò di Isfijab in questo periodo come della "Città bianca", ed anche come "Sayram".

### Ahmed Yasawi

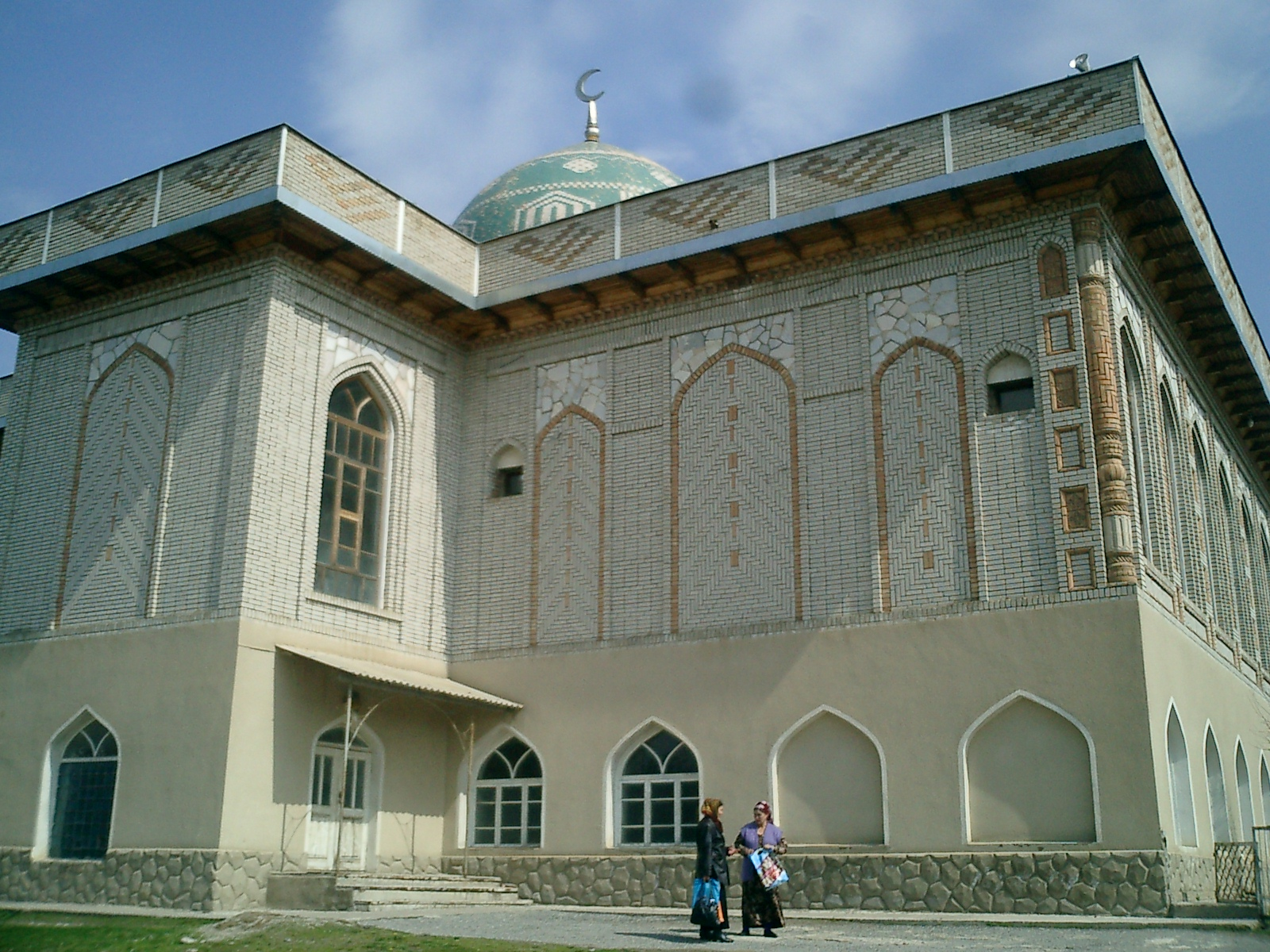
Moscha del Venerdì di Sayram, costruita negli ultimi dieci anni grazie alle donazioni di filantropi stranieri

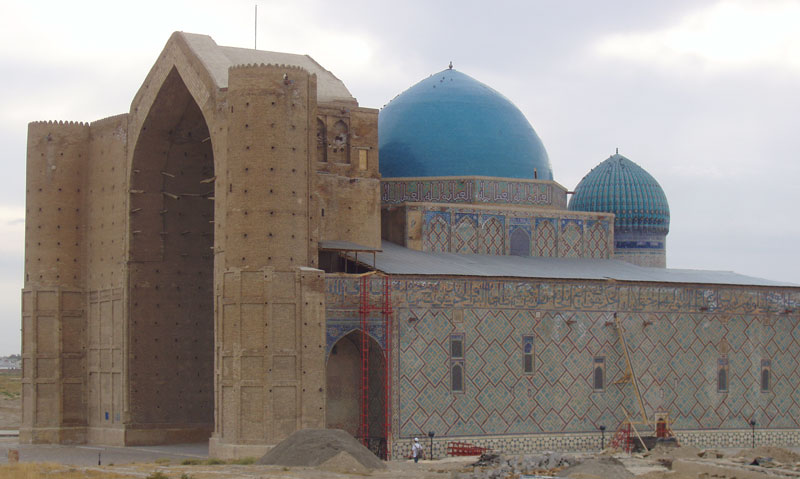
Mausoleo di Ahmed Yasawi (Yasavi), con la più grande cupola dell'Asia centrale, situato a Turkistan

Ahmed Yasawi (circa 1103 - 1166) nacque a Sayram. Il suo primo insegnante fu Hazrat Shayh Shaxobiddin Isfijabi. Oggi è famoso col soprannome di Oqota Bobo (Nonno Bianco). Vicino al suo mausoleo si trova un corso d'acqua attraversato dalla principale strada di Sayram. Questo ponte è il fulcro di una locale leggenda riguardo all'incontro tra Ahmed (ragazzo) ed il grande viaggiatore Arslan Bab. Secondo la leggenda, Arslan fu uno dei seguaci del profeta dell'Islam Maometto. Aveva già 300 anni quando incontrò Maometto, ed era esperto di tutte le religioni del mondo, anche se scelse di seguire solo l'Islam. Quando si stava avvicinando la morte di Maometto, chiese ai propri seguaci chi si sarebbe fatto carico della sua pietra della conoscenza passandola alla nuova generazione. Arslan rispose che ne sarebbe stato orgoglioso, e prese la pietra, continuandone il viaggio. Secoli dopo, attraversando la piccola città di Isfijab, Arslan baba [titolo di rispetto] venne fermato sulla strada da un giovane ragazzo. "Nonno, dammi la mia pietra!" chiese il giovane Ahmad. Arslan rinunciò alla pietra, e dopo la morte del padre di Ahmad nel 1113 viaggiò con Ahmad ad Yasa.

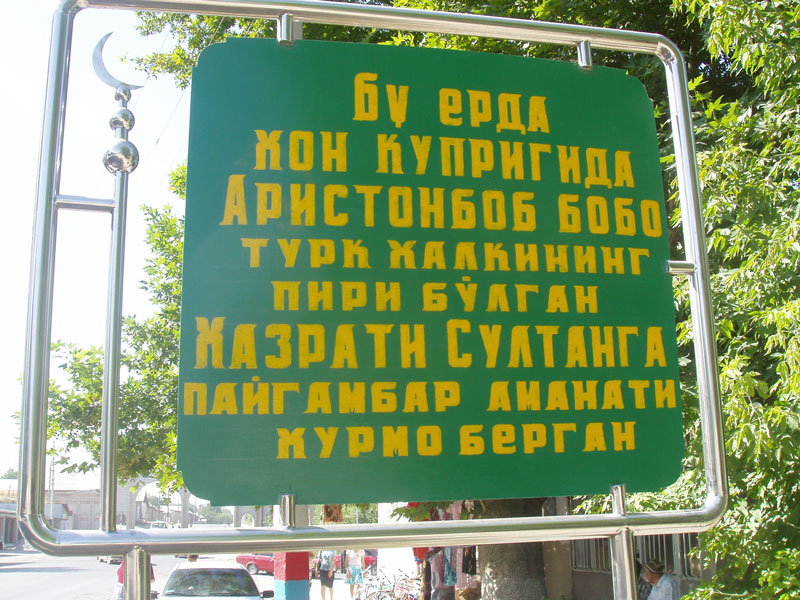
Pietra di Sayram (scritta in uzbeko) che marca il ponte sul quale Arslan baba passò la pietra ad Ahmad Yasavi

Da questo momento Ahmad divenne una stella nascente del Sufismo. Arslan baba alla fine morì in età avanzata, e fu sepolto nei pressi di Otrar. Dopo la morte di Arslan, Ahmed si spostò a Bukhara proseguendo gli studi di Yusuf Hamdani prima di trasferirsi ad Yasi. Passò quasi tutta la vita a Yasi, prendendo il nome di Ahmed Yasawi.
I genitori di Ahmed sono sepolti a Sayram. I loro mausolei sono meta di pellegrinaggio anche oggi, e richiamano i fedeli musulmani da tutta l'Asia centrale: Kirghizistan, Uzbekistan, Tagikistan e Turkmenistan.
Tīmūr bin Taraghay Barlas decise che sarebbe stato costruito un mausoleo sopra la tomba di Khwaja Ahmad Yasavi.

### Sayram governata dai Mongoli
La città di Sayram fu catturata dai mongoli usando le catapulte sotto il comando del Siet Alahai.
Nel 1220, il monaco taoista Qiu Chuji lasciò la sua città natale di Shandong, nel nord della Cina, e si recò in Persia per presentarsi a Gengis Khan. La sua fama di pio esempio di fede taoista lo aveva preceduto, e i suoi viaggi lo portarono su strade recentemente restaurate dai mongoli, strade che erano allora in condizioni migliori di quando l'orientalista imperiale russo VV Barthold le descrisse all'inizio del XX secolo. Qui Chuji (Chan-Chun, o Чан-чунь nel lavoro di Barthold) viaggiò attraverso la terra degli Uiguri, attraverso Kulja, Zhetysu, attraversando prima il fiume Ču su un ponte di legno, poi il fiume Talas su un ponte di pietra prima di raggiungere Sayram nel novembre del 1221. La città di Sayram è citata in dettaglio nel libro di Qui Chuji Viaggio nelle regioni occidentali, registrato dai suoi discepoli dopo che Chuji tornò a casa.
Gengis Khan si accampò a Sayram, e vi attese l'arrivo dei figli nel 1223. I vicini occidentali di Sayram non furono così fortunati. La città maledetta di Otrar, chiamata anche Utrar o Farab e luogo di nascita di Al-Farabi, fu distrutta dal capo dei Mongoli.
Lo storico persiano Rashid al-Din (1247 - 1318) scrisse che Sayram era chiamata Kary Sailam (Antica Sayram). In quel periodo era una gran città con quaranta porte, e serviva un intero giorno per attraversarla.

### Sayram conquistata da Tamerlano
Sotto all'impero timuride Sayram divenne un'importante città di confine e un centro di commercio, e Tamerlano ne assegnò il comando al nipote Uluğ Bek. Nel 1404, l'ala destra della forza di invasione legata a Timur svernò a Sayram, Tashkent e Banākath. 'Abd al-Razzāq scrisse che nel 1410 la fortezza di Sayram fu assediata dalle forze Moghul, e alla fine del XV secolo fu data a Yunus Khan del Moghulistan, dove suo figlio regnava nel 1496.
Durante la dinastia Ming l'emissario Chen Cheng (陈诚) fu inviato dall'imperatore Yongle presso il khanato timuride, e dedicò un capitolo alla città nel suo libro "Racconto degli Stati barbari dei Territori Occidentali".
Verso la fine del potere timuride, verso la metà del XV secolo, Sayram fu assaltata regolarmente (insieme al Turkestan) dai Moghul di amir Mir Haqq-Berdi Bekichek.

### Muhammad Shaybani
Shaybani Khan prese Sayram nel 1503. Con l'avvento del potere uzbeko nella regione, Sayram cadde nelle mani di Muhammad Shaybani Khan insieme al resto della regione. Tuttavia, la pace nella regione era elusiva. I kazaki aumentarono presto di potere e Sayram divenne un premio per le incursioni e le guerre tra kazaki, uzbeki e Zungari.

### Sotto di Kazaki e i Zungari
Nel 1512, le chiavi della città furono date a Qasim Khan, Khan dei kazaki. Secondo Babur, nessun khan era rispettato o autorevole come Qasim, che poteva contare su oltre 300 000 uomini.
Manṣūr Khān guidò una forza uzbeka contro i kazaki nel 1522 in risposta alle loro incursioni dalla regione di Sayram nel Fargana. L'incapacità di questa spedizione nel controllare i raid kazaki ha effettivamente messo fine ai tentativi degli Uzbeki di controllare Sayram e la sua regione.
L'ascesa del clan Oirat in quello che divenne noto come il Khanato degli Zungari nel 1600 vide molto di quello che oggi è il Turkistan, lasciando il controllo ai Khan kazaki. Lo storico Barthold sosteneva che solo dopo che Galdan Boshugtu Khan, il Khong Tayiji degli Zungari, ebbe conquistato e distrutto con successo Sayram, spostando il suo accampamento a ovest nella valle dell'Ili, assicurando il suo controllo su Zhetysu ad est di Sayram. Galdan mandò delle forze contro Sayram nel 1681, un tentativo probabilmente infruttuoso perché vi ritornarono nel 1683, quando Barthold ci dice che il suo comandante Rabtan (probabilmente Tsewang Rabtan) prese la città e la rase al suolo.
Sayram fu lentamente ricostruita, probabilmente con il sostegno dei mercanti dell'Asia centrale e dei kazaki. Questa conoscenza deriva dal fatto che la città appare di nuovo come bersaglio dell'aggressione Zunghar quarant'anni dopo.
Nel 1723, anno del Volo a piedi nudi dei kazaki, Sayram, Turkistan e Tashkent passarono sotto il controllo dei Qalmaq e rimasero sotto il loro dominio fino alla loro distruzione da parte dei cinesi nel 1758.

### Sotto il Khanato di Kokand
Abul Khayir, altro conquistatore turco-mongolo e capo del khanato usbeko, conquistò buona parte dell'impero timuride in Asia centrale. Sayram fece parte del Khanato di Kokand fino al 1810, quando passò all'Emirato di Bukhara prima di finire in mano russa nel 1864. La popolazione locale di Qazaq, e forse la popolazione sedentaria locale, si rivoltò contro il controllo dei Kokand nel 1820-1. C'è poca menzione di Sayram nelle storie regionali fino alla sua caduta sotto i russi nel 1864, quando la vicina città di Shimkent aveva già cominciato a eclissare Sayram per importanza.

### Arrivano i russi
Dopo la conquista russa nel 1864, furono fondati diversi villaggi intorno a Sayram. Divennero prosperi e commentati da I. I. Geier, un giornalista/storico russo locale che scriveva nel primo decennio del XX secolo, sebbene Sayram fosse ancora nota per il suo grano, il mercato dei cavalli, lo sfondo storico e molte tombe.
Durante la delimitazione nazionale, l'area di Sayram divenne a un certo punto parte della Repubblica Socialista Sovietica Autonoma del Turkestan. A quel tempo, la maggior parte del Kazakistan moderno, comprese le regioni della steppa, fecero parte dell'ASSR del Kirgizistan separato. Dopo questo periodo di disegno e ridisegno dei confini, Sayram divenne alla fine parte della Repubblica socialista sovietica kazaka. Restando nel paese indipendente successivo all'SSR kazako, ossia il Kazakistan.

## Società

### Evoluzione demografica

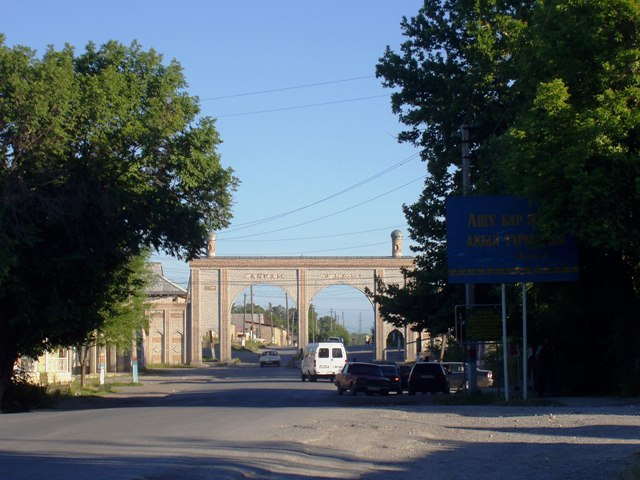
Porta principale di Sayram

La popolazione di circa 40 000 persone è circa per il 95% usbeca, per il 3% kazaka e per l'1% russa, con minoranze azere, cecene, tagiche ed iraniche. Sayram è una città abitata da osservanti musulmani, e la chiamata alla preghiera può essere ascoltata in tutte le moschee cittadine.
Sayram si è guadagnata il soprannome di Piccolo Uzbekistan. Essendo l'economia del Kazakhistan più forte di quella usbeca, Sayram ha beneficiato dell'arrivo di numerosi emigranti dal vicino Uzbekistan.

## Sayram oggi
Sayram è raggiungibile con 10-15 minuti d'autobus o di macchina da Şımkent, dove si trova l'omonimo aeroporto internazionale in cui giungono voli anche dagli altri HUB kazaki quali Almaty e Astana.
A differenza di buona parte del Kazakhistan, non contiene segni del dominio russo o della modernità. Il centro cittadino è attraversato dalle stesse strade presenti da sempre. Non ci sono condomini, né edifici a più di due piani, il che permette a moschee, minareti e mausolei, alcuni millenari, di dominare il panorama.